# Tännesberg
Tännesberg est une commune rurale de Bavière (Allemagne), située dans l'arrondissement de Neustadt an der Waldnaab, dans le district du Haut-Palatinat, qui, outre le village même de Tännesberg, englobe quatorze petits villages. Le village est connu pour organiser en été le pèlerinage équestre de la Saint-Josse, deuxième pèlerinage équestre de Bavière en importance.

## Architecture
- Église Saint-Michel, baroque
- Église Saint-Josse, baroque